# Julius Lorents
Julius Lorents Høgsted Nielsen (Silkeborg, 26 aprile 2006) è un calciatore danese, centrocampista del Silkeborg.

## Carriera

### Club
Cresciuto nel settore giovanile del Silkeborg, il 16 luglio 2024 ha firmato il suo primo contratto professionistico venendo promosso in prima squadra; ha debuttato in prima squadra il 24 luglio 2024 nell'incontro di prima divisione danese perso 2-1 contro l'Aalborg. Nel prosieguo della stagione ha anche esordito nelle competizioni UEFA per club, giocando una partita nei turni preliminari di Conference League, ai quali partecipa poi anche nella stagione 2025-2026.

### Nazionale
Ha giocato con le nazionali giovanili danese Under-16, Under-17, Under-18 ed Under-19.

## Statistiche

### Presenze e reti nei club
Statistiche aggiornate al 17 agosto 2025.
| Stagione         | Squadra          | Campionato       | Campionato | Campionato | Coppe nazionali | Coppe nazionali | Coppe nazionali | Coppe continentali | Coppe continentali | Coppe continentali | Altre coppe | Altre coppe | Altre coppe | Totale | Totale | Totale |
| Stagione         | Squadra          | Comp             | Pres       | Reti       | Comp            | Pres            | Reti            | Comp               | Pres               | Reti               | Comp        | Pres        | Reti        | Pres   | Reti   |        |
| ---------------- | ---------------- | ---------------- | ---------- | ---------- | --------------- | --------------- | --------------- | ------------------ | ------------------ | ------------------ | ----------- | ----------- | ----------- | ------ | ------ | ------ |
| 2024-2025        | Silkeborg        | SL               | 20         | 0          | CD              | 3               | 0               | UEL+UECL           | 0+1                | 0                  | -           | -           | -           | 24     | 0      |        |
| 2025-2026        | Silkeborg        | SL               | 5          | 0          | CD              | 0               | 0               | UECL               | 2                  | 0                  | -           | -           | -           | 7      | 0      |        |
| Totale Silkeborg | Totale Silkeborg | Totale Silkeborg | 25         | 0          |                 | 3               | 0               |                    | 3                  | 0                  |             | -           | -           | 31     | 0      |        |
| Totale carriera  | Totale carriera  | Totale carriera  | 25         | 0          |                 | 3               | 0               |                    | 3                  | 0                  |             | -           | -           | 31     | 0      |        |